# Intercultural Achievement Award
Der Intercultural Achievement Award (IAA) wurde 2014 von der im Bundesministerium für Europa, Integration und Äußeres (BMEIA) angesiedelten Task Force „Dialog der Kulturen“ in Zusammenarbeit mit den österreichischen Botschaften und Kulturforen im Ausland als Schlüsselprojekt des interkulturellen Dialogs ins Leben gerufen. Der jährlich vergebene Preis zeichnet erfolgreiche und innovative österreichische und internationale Projekte im Bereich des interkulturellen Dialogs aus. Gewürdigt werden Projekte, die erfolgreich neue Wege im interkulturellen Dialog beschreiten, eine konkrete Herausforderung durch interkulturelles Handeln gemeistert haben, und die durch ihre mediale Präsenz den Dialog der Kulturen und Religionen fördern.
Der IAA 2018 wird für das jeweils beste Projekt in den Kategorien "Nachhaltigkeit", "Aktualität", "Innovation", "Medien" zusätzlich zu einem Sonderpreis "Integration in Österreich" vergeben und ist mit einem Preisgeld von 5.000 bis 10.000 Euro dotiert.